# Franco Ordine
Francesco Ordine, detto Franco (Foggia, 6 febbraio 1951), è un giornalista italiano.

## Biografia
Dopo aver collaborato per Il Corriere dello Sport  e La Gazzetta del Mezzogiorno, nel 1987 viene assunto dalla testata giornalistica Il Giornale come inviato speciale e per poi dal 1996 diventare capo redattore dello sport. 
Franco Ordine è anche opinionista televisivo di Mediaset, 7 Gold/Top calcio 24, delle reti locali lombarde Telelombardia e Antennatre e dell'emittente radio televisiva romana Radio Radio.
Collabora con Milan TV e spesso viene interpellato alla trasmissione radio Tutti convocati di Radio 24.
Collabora come opinionista, nella trasmissione Napoletana "Il Bello del Calcio" canale 11 Televomero. 

## Partecipazioni televisive
- Controcampo, Italia 1
- Qui Studio a Voi Stadio, Telelombardia
- Lunedì di Rigore, Antenna 3
- Radio Radio lo Sport, Radio Radio TV
- Tiki Taka, Italia 1
- Qui Milan, Top Calcio24
- Undici, Italia 2
- Pressing, Rete 4/Italia 1
- Coppa Italia LIVE, Italia 1
- Il Bello del Calcio, Televomero 11